# 동개

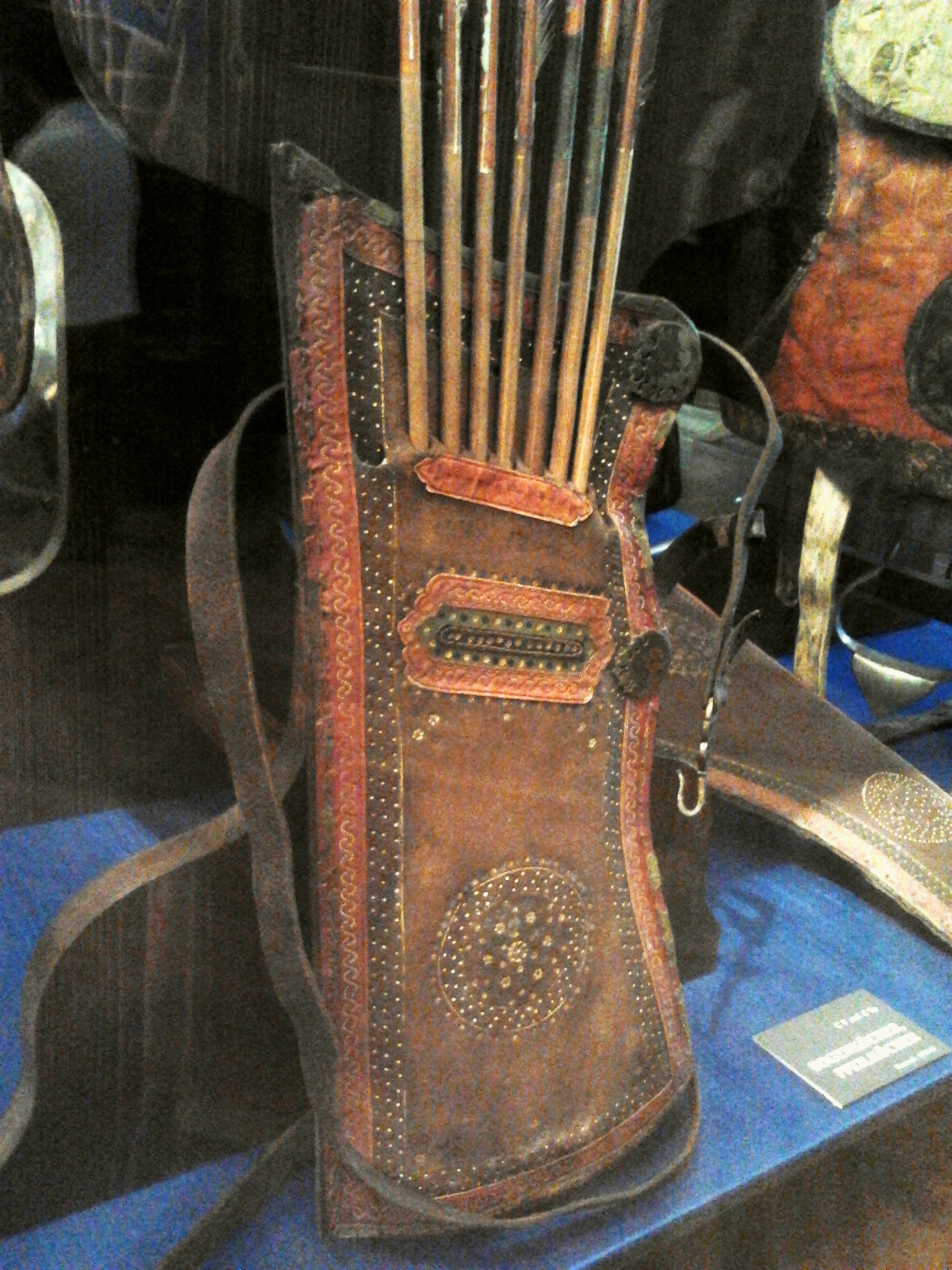
러시아 동개.

동개(筒箇, 영어: quiver)는 화살을 수납하는 궁구다.  사격 유형과 궁수의 개인 취향에 따라 궁수의 몸, 활 또는 지상에 들고 다닐 수 있다. 화살통은 전통적으로 가죽, 나무, 모피, 기타 천연 재료로 만들어졌지만 현재는 금속이나 플라스틱으로 만들어지는 경우가 많다.

## 종류

### 벨트형 화살통
가장 일반적인 스타일의 화살통은 벨트에 매달린 평면 또는 원통형 용기이다. 이 용기는 북미에서 중국에 이르기까지 다양한 문화권에서 발견된다. 이 유형에는 앞이나 뒤로 기울어진 것, 주로 사용하는 손 쪽, 반대쪽 손 또는 등의 작은 부분으로 들고 있는 등 다양한 변형이 존재한다. 일부는 화살 전체를 덮지만, 초소형 "주머니 화살통"은 처음 몇 인치만 덮는 작고 뻣뻣한 주머니로 구성된다. 바이외 태피스트리(Bayeux Tapestry)는 중세 유럽의 대부분의 궁수들이 벨트형 화살통을 사용했음을 보여준다.

### 등받이 화살통
등받이 화살통은 가죽 끈으로 궁수의 등에 고정되는 형태이다. 이러한 스타일의 화살통은 북미와 아프리카 원주민이 사용했으며 고대 아시리아의 얕은 부조에도 흔히 묘사되었다. 고대 그리스에서도 사용되었으며 종종 사냥의 여신 아르테미스의 조각에도 등장한다. 중세 유럽 캐릭터(예: 로빈 후드)를 묘사하기 위해 영화와 20세기 미술에서 인기가 있었지만, 이 스타일의 화살통은 중세 유럽에서는 거의 사용되지 않았다.

### 지상 화살통
궁수가 고정된 위치에서 사격할 때 지상 화살통은 표적 사격이나 전쟁에 모두 사용된다. 화살을 고정하기 위해 상단에 고리가 있는 땅에 박힌 말뚝일 수도 있고, 궁수가 그림을 그리기 위해 몸을 숙일 필요 없이 화살을 손이 닿는 곳에 고정할 수 있는 더 정교한 디자인일 수도 있다.

### 활 화살통
현대 발명품인 활통은 활의 팔다리에 직접 부착되어 일종의 클립으로 화살을 안정적으로 고정한다. 사냥꾼의 몸에 부담을 주지 않고 하나의 장비를 현장에서 휴대할 수 있어 복합 활 사냥꾼에게 인기가 높다.

### 화살 가방
중세 영국 장궁병과 기타 여러 문화권에서 사용되는 스타일인 화살 가방은 화살을 나누어 보관하기 위해 상단에 가죽 스페이서가 있는 간단한 조임끈 천 자루이다. 사용하지 않을 때는 조임끈을 닫아 화살표를 완전히 덮어 비와 먼지로부터 화살을 보호할 수 있다. 일부는 운반을 위해 끈이나 밧줄을 꿰매었지만, 대부분은 더 쉽게 접근할 수 있도록 전투 전에 벨트에 집어넣거나 땅에 내려놓았다.